# Asenterunek
Asenterunek (od austr. Assentierung) – system przymusowego poboru rekruta, względnie koni stosowany w Austrii, a później w Austro-Węgrzech (asenterunkowy – poborowy w wojsku austro-węgierskim, komisja asenterunkowa – komisja poborowa).
Na podstawie spisów ludności wyznaczano odpowiedni kontyngent rekrutów z każdej z prowincji. Z poboru zwolnieni byli: szlachta (mogła ona wstępować do wojska ochotniczo, na stopień oficerski), duchowni, urzędnicy państwowi, prawnicy, lekarze, nauczyciele, kupcy, mieszczanie miast posiadających przywilej cesarski, osoby znajdujące się w trudnej sytuacji rodzinnej. Dlatego też ciężar służby wojskowej spoczywał na głównie na chłopach, biedocie miejskiej, a od 1788 również na Żydach.
Poborem zajmowały się komisje poborowe, złożone z oficera, burmistrza lub wójta oraz proboszcza. Działalność komisji była polem wielu nadużyć.
Początkowo służba wojskowa była praktycznie dożywotnia. Dopiero w 1804 wprowadzono ograniczenia w długości służby (od 10 do 14 lat). Okres taki nazywany był kapitulacją. Po tym okresie żołnierz dobrowolnie mógł się zaciągnąć na drugi okres tej samej długości. Zdarzało się, że żołnierze zaciągali się po raz drugi za odpłatnością, w zastępstwie bogatych rekrutów.
W 1819 utworzono cesarsko-królewską Obronę Krajową, w której mogli służyć żołnierze po okresie kapitulacji, do 38 roku życia.
W 1868 wprowadzono w Austro-Węgrzech ustawę o powszechnym obowiązku służby wojskowej nakładającą taki obowiązek na wszystkich mężczyzn, którzy ukończyli 21 rok życia. Jednocześnie zlikwidowano służbę zastępczą i skrócono okres służby do 3 lat (w marynarce wojennej do 4 lat). Absolwenci szkół średnich wstępowali ochotniczo lub powoływani byli do wojska na 1 rok, jako jednoroczni ochotnicy. Po roku zdawali egzamin podoficerski i przechodzili do rezerwy.